# Camille-Albert de Briey
Pour les autres membres de la famille, voir Famille de Briey.
Pour les articles homonymes, voir Briey.
Marie-Camille-Albert de Briey de Landres, né le 10 novembre 1826 à Magné (Vienne), mort le 10 novembre 1888 à Saint-Dié (Vosges), est un évêque catholique français, évêque de Saint-Dié de 1876 à 1888.

## Biographie

### Jeunesse et formation
Issu d'une famille noble de Lorraine, Camille-Albert de Briey est né dans la Vienne au château de La Roche-Gençay à Magné, il est le fils de Charles-Herbrand de Briey, comte de Briey, baron de Landres, officier aux chasseurs à cheval de la Garde royale et de Louise de Buzancy-Pavant. Il effectue ses études au Collège Stanislas à Paris et devient précepteur des enfants du roi des Belges Léopold Ier à Bruxelles. Il termine ses études au Séminaire français de Rome et est reçu docteur en théologie.

### Prêtre
Camille-Albert de Briey est ordonné prêtre le 14 juillet 1861. Il part ensuite pour Istanbul puis revient à Rome. Pressenti pour une carrière dans la diplomatie, il revient en France pour raison de santé et s'installe à Poitiers auprès de son frère chanoine de la cathédrale (et futur évêque de Meaux). Il est alors nommé vicaire général honoraire  et aumônier d'une communauté religieuse.

### Évêque

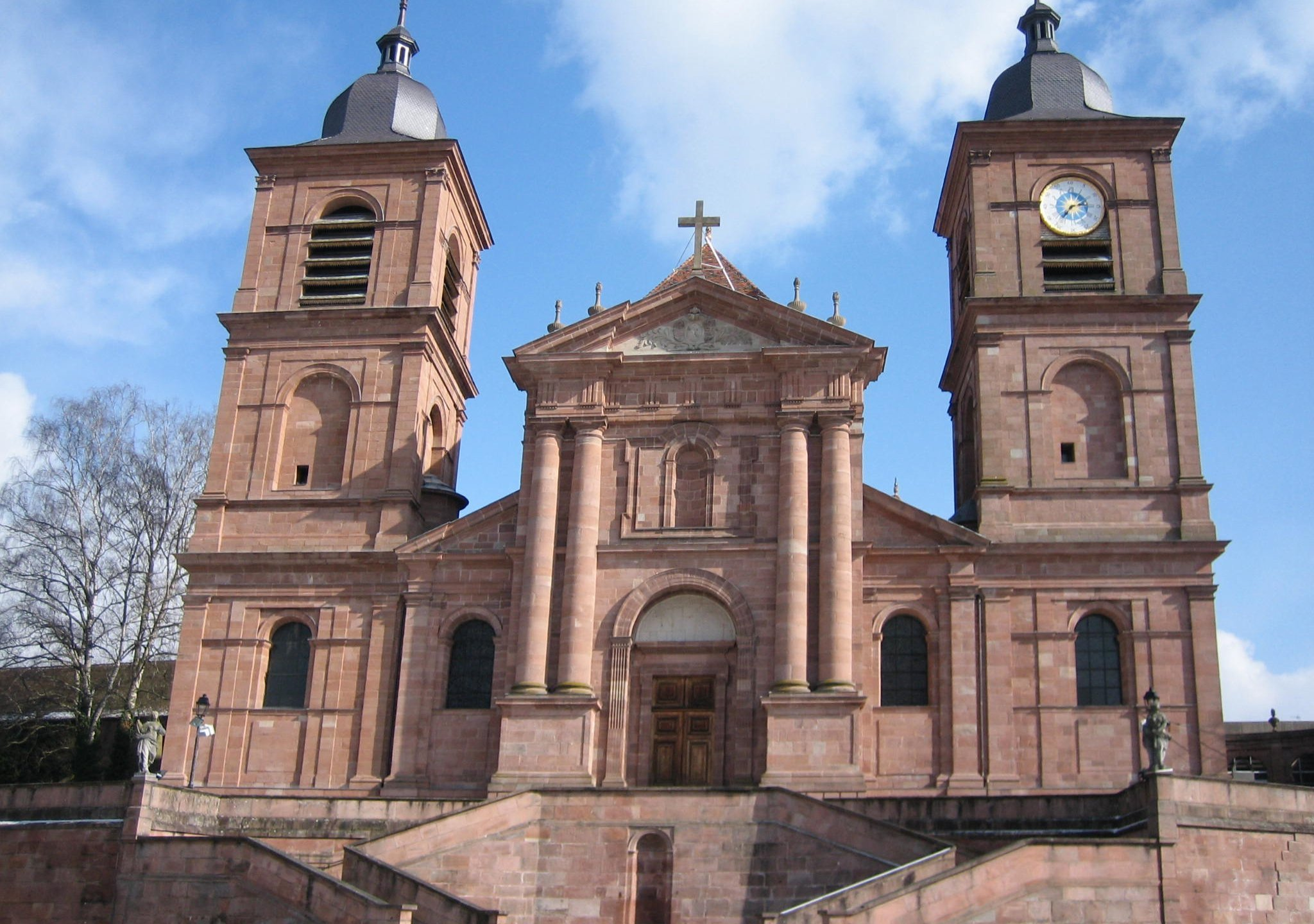
La cathédrale de Saint-Dié

Après avoir été pressenti pour les évêchés de Luçon et de Soissons, il est finalement nommé évêque de Saint-Dié par décret du 26 avril 1876, il est préconisé par le Pape Pie IX le 26 juin 1876, et sacré le 24 août de la même année par Louis-Édouard Pie, évêque de Poitiers et futur cardinal. Il fait son entrée à Saint-Dié le 14 septembre.
Dans son nouveau diocèse, il s'attache à valoriser le culte des saints lorrains antiques tels que saint Elophe ou sainte Libaire.
Il développe également la présence de maisons religieuses dans le diocèse : il installe notamment les chanoines réguliers du Latran à la Basilique Saint-Pierre-Fourier de Mattaincourt au grand dam du clergé vosgien.
Il crée le journal diocésain la Semaine religieuse en 1876, publie de nouveaux statuts synodaux en 1883 et un nouveau catéchisme en 1884.
Il meurt des suites d'une longue maladie le 10 novembre 1888 et est inhumé en la cathédrale de Saint-Dié dans le caveau des évêques.

## Armes
D'or, à trois pals alésés de gueules au pied fiché.

## Sources
- Ronsin (Albert), Les Vosgiens célèbres - Dictionnaire biographique illustré, Éditions Gérard Louis, Vagney, 1990.
- Lévêque (Louis), Petite histoire religieuse des Vosges, Mirecourt, 1949, p. 116.